# St. Leonhard in Passeier
St. Leonhard in Passeier (wł. San Leonardo in Passiria) – miejscowość i gmina we Włoszech, w regionie Trydent-Górna Adyga, w prowincji Bolzano.
Liczba mieszkańców gminy wynosi 3509 (dane z roku 2009). Język niemiecki jest językiem ojczystym dla 98,3%, włoski dla 1,61%, a ladyński dla 0,09% mieszkańców (2001).
W miejscowości urodził się Andreas Hofer, tyrolski bohater narodowy i przywódca powstania przeciwko Francuzom i Bawarczykom w czasie wojen napoleońskich.